# Deutzia albida
Deutzia albida là một loài thực vật có hoa trong họ Tú cầu. Loài này được Batalin mô tả khoa học đầu tiên năm 1893.